# Aksla

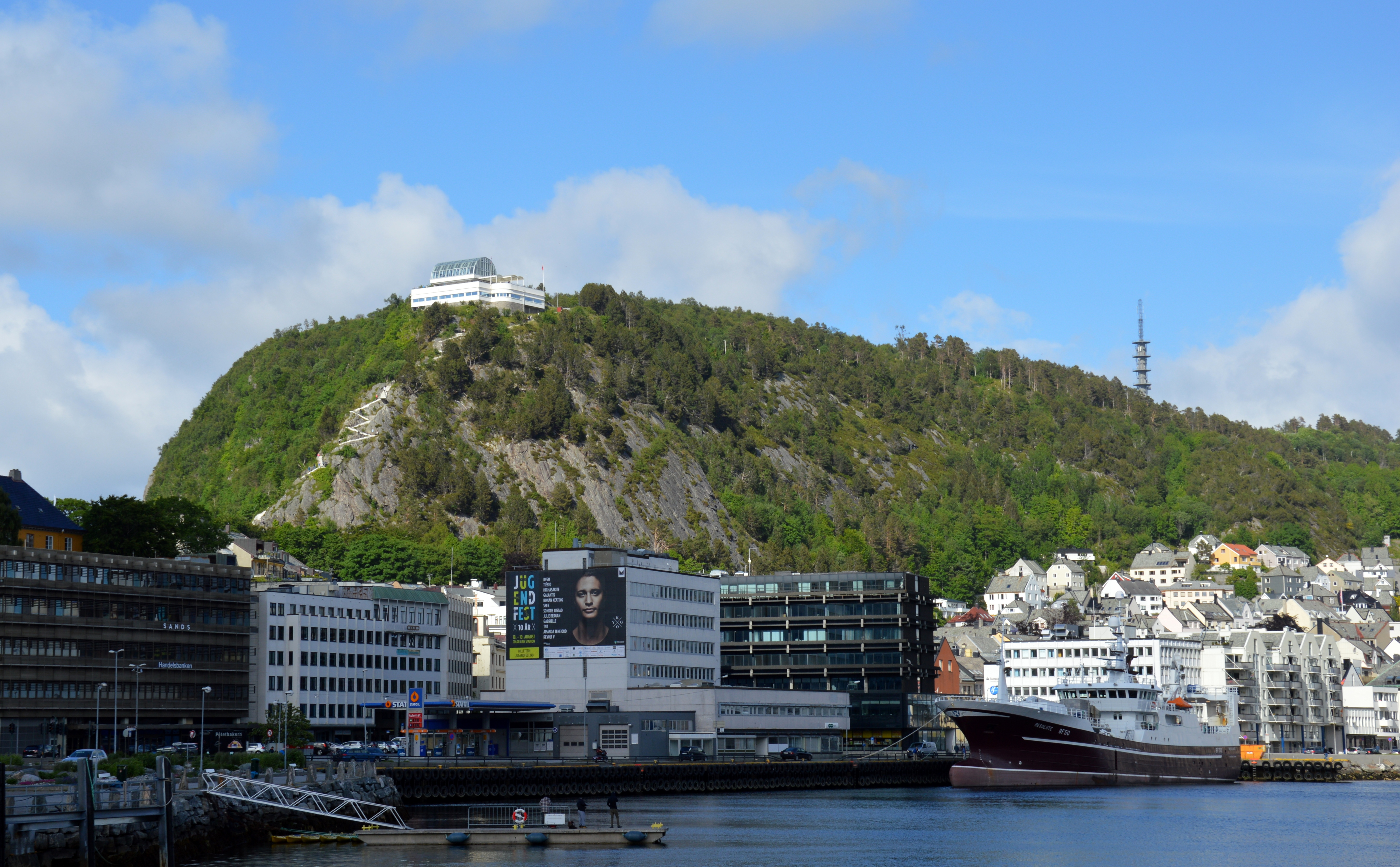
Blick auf den Aussichtspunkt Fjellstua auf dem Aksla von Ålesund aus

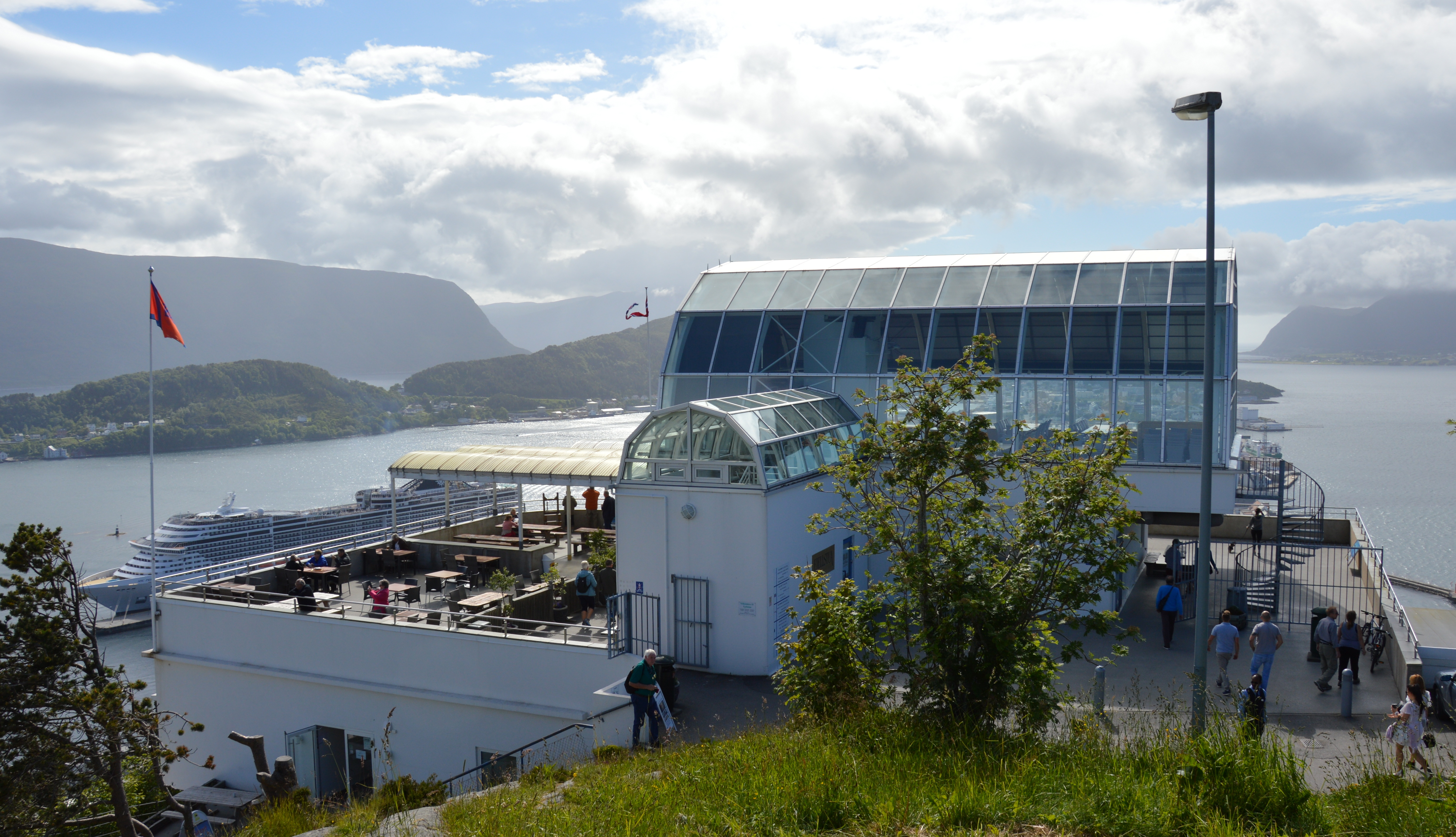
Fjellstua

Aksla ist ein Berg in der norwegischen Stadt Ålesund auf der Insel Nørvøy in der norwegischen Provinz Møre og Romsdal.
Er ist 189 Meter hoch und gilt als der Hausberg der Stadt. Der Bergrücken zieht sich über etwa 3,5 Kilometer von West nach Ost über die Insel, deren nördliche Hälfte er weitgehend einnimmt. Vom Stadtpark Ålesund aus führen 418 Stufen bis auf den Aksla. Darüber hinaus ist er auch über eine Straßenverbindung erschlossen.
Auf dem Berg bestehen die Aussichtspunkte Fjellstua und Kniven. Fjellstua verfügt über eine gastronomische Einrichtung. Von hier aus besteht eine weite Aussicht über die auf drei Inseln liegende Stadt Ålesund sowie die sie umgebende Fjordlandschaft. Zwischen Fjellstua und Kniven steht das Kristofer-Randers-Denkmal.
Die zumindest seit Ende des 19. Jahrhunderts bestehende Treppe zum Aksla wurde vom 15. August 2014 bis zum 15. Mai 2015 saniert, nachdem der Sturm Dagmar und umstürzende Bäume zu Schäden geführt hatten.
Auf dem Berg befinden sich mehrere deutsche Bunkeranlagen aus der Zeit der deutschen Besetzung Norwegens.